# Ашкеев, Мадияр Рысбекович
Мадияр Рысбекович Ашкеев (род. 30 июля 1988 года, Мерке, Джамбулская область, Казахская ССР, СССР) — казахский боксёр, бронзовый призёр чемпионата Казахстана 2014, бронзовый призёр Всемирной серии бокса (WSB) 2014, мастер спорта Республики Казахстан. 
Профессиональный боксёр первого среднего веса (super welterweight). Обладатель титула чемпиона Североамериканской боксёрской федерации NABF Junior Super Welterweight и титула чемпиона NBA (Национальная боксёрская ассоциация) Super Welterweight

## Любительская карьера
В сентябре 2014 года Мадияр Ашкеев в трудном поединке с олимпийским чемпионом Лондона-2012 кубинцем Рониелем Иглесиасом Сотолонго (до 69 кг) получил рассечение, но сумел одержать победу — 2:1 (47:48, 48:47, 49:46). Но в «Битве чемпионов» полупрофессиональная казахская команда «Astana Arlans» уступила кубинской команде «Cuba Domadores». В итоге сезона кубинцы стали чемпионами Всемирной серии бокса (WSB), а казахстанцы - бронзовыми призёрами
.
В декабре 2014 года на чемпионате Казахстана Мадияр взял бронзовую медаль .

## Карьера в профи
В 2014 году Ашкееву поступило приглашение из Нью-Йорка от Fight Promotions начать профессиональную карьеру в США. Но тогда не срослось. В 2015 году Ашкеев прилетел в Штаты и самостоятельно в Лос-Анджелесе нашёл Эгиса Климаса - известного менеджера, ведущего ряд российских и казахстанских боксёров. Зимой тот пригласил Мадияра снова прилететь в Америку, устроил ему пару боёв и помог заключить контракт с промоутерской компанией Main Events . Тренировочная база в городке Окснард, Калифорния, США. Здесь он стал тренироваться в одной команде со своим земляком Мейиримом Нурсултановым.
Дебютный бой казахстанец провёл 12 декабря 2015 года в Калифорнии против афроамериканца Тэворуса Тига (2-6-2) и выиграл в связи с отказом соперника продолжать бой . Через два года и после 8 подряд побед на профессиональном ринге Ашкеев поделился впечатлениями об Америке .
23 мая 2019 выиграл свой первый профи-титул чемпиона NABF Junior Super Welterweight .
5 июля 2019 выиграл второй титул чемпиона NBA Super Welterweight, победив украинского боксёра Игоря Фанияна (16-20-3, 8 КО) в трудном бою. Оба боксёра получили рассечения, Ашкееву врач запретил продолжать бой, но победу присудили ему по итогам первых четырёх раундов .

## Таблица профессиональных поединков
В таблице перечислены результаты всех поединков боксёров.
В каждой строке указан результат поединка. Дополнительно номер поединка обозначен цветом, который обозначает итог поединка. Расшифровка обозначений и цветов представлена в нижеследующей таблице.
| Пример | Расшифровка                     |
| ------ | ------------------------------- |
|        | Победа                          |
|        | Ничья                           |
|        | Поражение                       |
|        | Планируемый поединок            |
|        | Поединок признан несостоявшимся |
| КО     | Нокаут                          |
| ТКО    | Технический нокаут              |
| PTS    | Решение судей (по очкам)        |
| UD     | Единогласное решение судей      |
| MD     | Решение большинства судей       |
| SD     | Раздельное решение судей        |
| RTD    | Отказ от продолжения боя        |
| DQ     | Дисквалификация                 |
| NC     | Поединок признан несостоявшимся |

| Бой | Рекорд   | Дата             | Соперник                                   | Место боя                                                        | Результат | Комментарии |
| --- | -------- | ---------------- | ------------------------------------------ | ---------------------------------------------------------------- | --------- | --- |
| 14  | 14 (7)-0 | 9 ноября 2019    | Родольфо Эсекьель Мартинес (43-8-3, 16 КО) | Gardens Casino, Хавайан-Гарденс, Калифорния, США                 | RTD (5)   | Выиграл вакантный титул чемпиона по версии USNBC Super Welterweight                                              |
| 13  | 13 (6)-0 | 5 июля 2019      | Игорь Фаниян (16-20-3, 8 КО)               | Дворец спорта и культуры имени Балуана Шолака, Алматы, Казахстан | UD (10)   | Выиграл вакантный титул чемпиона по версии NBA Super Welterweight и защитил титул NABF Junior Super Welterweight |
| 12  | 12 (6)-0 | 23 мая 2019      | Сесил Маккалла (21-3, 8 КО)                | Casino Del Sol, Тусон, Аризона, США                              | UD (10)   | Выиграл вакантный титул NABF Junior Super Welterweight                                                           |
| 11  | 11 (6)-0 | 11 января 2019   | Луис Эрнандес (16-6, 9 КО)                 | Chumash Casino Resort, Santa Ynez, Калифорния, США               | UD (10)   | |
| 10  | 10 (6)-0 | 4 августа 2018   | Эдуардо Флорес (26-29-4)                   | Hard Rock Hotel & Casino, Атлантик Сити, США                     | TKO 4 (8) | Технический нокаут в 4 раунде                                                                                    |
| 9   | 9 (5)-0  | 3 марта 2018     | Хосе Антонио Абреу (13-3-0)                | Мэдисон Сквер Гарден, Нью-Йорк, США                              | TKO 1 (8) | Технический нокаут в 1 раунде                                                                                    |
| 8   | 8 (4)-0  | 15 апреля 2017   | Шон Кэмерон (10-2-0)                       | Мохеган Сан Арена, Анкасвилл, Коннектикут, США                   | TKO 7 (8) | Нокаут в 7 раунде                                                                                                |
| 7   | 7 (3)-0  | 26 ноября 2016   | Маркус Бэкфорд (3-3-3)                     | Мохеган Сан Арена, Анкасвилл, Коннектикут, США                   | UD (6)    | |
| 6   | 6 (3)-0  | 24 сентября 2016 | Мартез Джексон (3-0-2)                     | Los Angeles Badminton Club, Эль-Монте, США                       | UD (6)    | |
| 5   | 5 (3)-0  | 17 августа 2016  | Ленвуд Дозиер (9-1-2)                      | Exchange LA, Лос-Анджелес, США                                   | TKO 2 (6) | Технический нокаут во 2 раунде                                                                                   |
| 4   | 4 (2)-0  | 11 июля 2016     | Исмат Эйнуллаев (7-0-0)                    | Дворец игровых видов спорта, Екатеринбург, Россия                | TKO 2 (6) | Технический нокаут во 2 раунде                                                                                   |
| 3   | 3 (1)-0  | 11 июня 2016     | Эктор Меркадо (2-6-0)                      | Los Angeles Badminton Club, Эль-Монте, США                       | KO 6 (6)  | Нокаут в 6 раунде                                                                                                |
| 2   | 2 (0)-0  | 13 февраля 2016  | Обафеми Бакаре (3-0-0)                     | Sportsmans Lodge, Студио-Сити, Калифорния, США                   | UD (6)    | Счёт 59-55, 59-55, 58-56.                                                                                        |
| 1   | 1 (0)-0  | 12 декабря 2015  | Тэворус Тиг (2-6-2)                        | Civic Auditorium, Глендэйл, Калифорния, США                      | RTD 2 (4) | Профессиональный дебют                                                                                           |